# 450 هـ
450 هـ هي سنة في التقويم الهجري امتدت مقابلةً في التقويم الميلادي بين سنتي 1058 و1059.

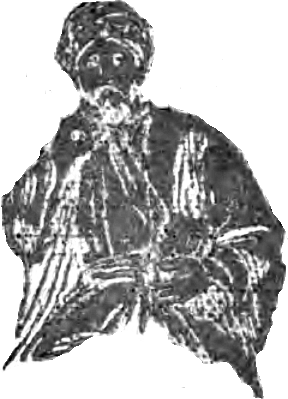
أبو حامد الغزالي

## مواليد
- أبو حامد محمد بن محمد الغزالي
- ابن بسام
- ابن خفاجة الشاعر الأندلسي.
- ابن رشد الجد، من كبار فقهاء دولة المرابطين.
- أبو حامد الغزالي
- إلكيا الهراسي
- ابن الشجري
- ابن بسام الشنتريني

## وفيات
- أبو الطيب الطبري
- أبو الفتح بن شيطا
- أبو سعيد عبيد الله بن بختيشوع
- الشريف العقيلي
- القاسم الواثق بالله
- اليازوري
- خطاب الماردي
- عبد الله بن ياسين
- علاء الدين السمرقندي
- الماوردي
- الملك الرحيم البويهي: آخر ملوك البويهيين في بغداد